# Fishkill
Fishkill es un pueblo ubicado en el condado de Dutchess en el estado estadounidense de Nueva York. En el año 2000 tenía una población de 20,258 habitantes y una densidad poblacional de 285 personas por km².

## Geografía
Fishkill se encuentra ubicado en las coordenadas 41°31′40″N 73°54′54″O / 41.52778, -73.91500. Según la Oficina del Censo, la ciudad tiene un área total de 82,8 km² (32,0 mi²), de la cual 71 km² (27,4 mi²) es tierra y 11,8 km² (4,6 mi²) (14.26%) es agua.

## Demografía
Según la Oficina del Censo en 2000 los ingresos medios por hogar en la localidad eran de $52,745, y los ingresos medios por familia eran $63,574. Los hombres tenían unos ingresos medios de $42,106 frente a los $32,198 para las mujeres. La renta per cápita para la localidad era de $22,662. Alrededor del 3.4% de la población estaban por debajo del umbral de pobreza.